# Enunciado
En pragmática, un enunciado es un acto de habla mínimo, realizado mediante una oración o una expresión sintáctica más pequeña que una oración. Informalmente se usa enunciado como sinónimo de oración, aunque pragmáticamente existen diferencias. Por ejemplo, una misma oración dicha en diferentes contextos corresponde a enunciados diferentes. Y viceversa, diferentes oraciones pueden realizar o concretar un mismo enunciado como esto:
Quiero que saques la basura.
¿Puedes sacar la basura?
Saca la basura, por favor.
¿Quieres sacar la basura?
Todas estas diferentes oraciones, en esencia, tienen la misma interpretación, y por tanto pueden considerarse esencialmente realizaciones del mismo enunciado pragmático (consultar oración, enunciado y proposición).
En lógica, a veces se entiende por enunciado una oración que puede ser verdadera o falsa, como "está lloviendo", "hace frío" o "Venus es un planeta". En este sentido, los argumentos lógicos se componen de enunciados: las premisas y la conclusión.
En otras palabras, los enunciados son las series de elementos combinados entre sí formados por los comportamientos comunicativos que establece el código, y constituyen los mensajes verbales. En ellos no importa el número de unidades: desde un solo sonido (¡oh!) hasta un gran número de palabras.

## Enunciado en pragmática
Un enunciado, en sentido estricto, es una unidad pragmática, que usualmente expresa el contenido de una proposición, mandato, deseo o creencia. En sentido estricto debe diferenciarse de una oración concreta, aunque en ciertos contextos cuando no existe riesgo de confusión entre el enunciado y la oración que lo expresa se usan indistintamente. El enunciado no es una unidad convencional, sino real, delimitada con precisión por el cambio de sujetos discursivos, y que termina con el hecho de ceder la palabra al otro.
Expresión lingüística de un juicio, una orden, un consejo o una duda, entre otras posibilidades. Suele identificarse con una proposición, aunque, el enunciado designa el hecho de expresar una determinada proposición.

### Realización de un enunciado
Las oraciones, las exclamaciones y otras expresiones lingüísticas son realizaciones de un enunciado. Es decir, el enunciado es lo expresado mediante una forma lingüística en un determinado contexto lingüístico. La misma forma lingüística en diferentes contextos puede tener interpretaciones diferentes: por ejemplo, una oración puede tener un sentido irónico y expresar justamente lo contrario de lo que literalmente dice. Por tanto, la misma oración, según se use literalmente o irónicamente, puede representar enunciados diferentes.
Desde el punto de vista de la forma lingüística, los enunciados pueden realizarse mediante unidades unimembres o bimembres:
- Los unimembres son aquellos enunciados que no se pueden separar en sujeto y predicado, puesto que no están formados por ambos, sino por un solo miembro. Se pueden redactar por medio de frases hechas, interjecciones, construcción sustantiva , construcción adjetiva. Ejemplo: ¡Ayuda!

- Los bimembres son aquellos enunciados que se pueden descomponer en sujeto y predicado, es decir, cuentan con dos miembros. Ejemplo: los niños estudiosos hacen la tarea todos los días.

El enunciado es un pequeño fragmento de un texto, que nos sirve para reconocer una situación según su acentuación y pronunciación.

### Delimitación de los enunciados
La frontera de cada enunciado como unidad de la comunicación discursiva se determina por el cambio de los sujetos discursivos, es decir, por la alternancia de los hablantes. Todo enunciado, desde una breve réplica del diálogo cotidiano hasta una novela grande o un tratado científico, posee, por decirlo así, un principio absoluto y un final absoluto. Antes del comienzo están los enunciados de otros interlocutores; después del final están los enunciados respuesta de otros (o siquiera una comprensión silenciosa y activa del otro, o, finalmente, una acción respuesta basada en tal tipo de comprensión).
Un hablante termina su enunciado para ceder la palabra o al ser interrumpido o para dar lugar a su comprensión activa como respuesta. El enunciado no es una unidad convencional sino real, delimitada con precisión por el cambio de los sujetos discursivos, y que termina con el hecho de dejar de tener el turno palabra.

## Registro y control del enunciado
En las variedades diafásicas, las diferencias de registro se manifiestan en los tipos de enunciado que elabora el emisor. Para crearlos, este realiza determinadas elecciones lingüísticas controlando sus emisiones. Sobre su enunciado, el emisor efectúa un doble control:
- Por un lado, es previo al enunciado, y se refiere a la preparación del contenido y de la forma del mismo.[1]
- Por otro lado, es paralelo a su producción, y se refleja en la atención que pone en lo que está diciendo.[1]

El grado de control del emisor sobre el enunciado se establece en función del grado de formalidad de este, y presenta dos casos extremos: la alta planificación y el control estricto paralelo, en situaciones muy protocolarias, y la improvisación y la atención relajada, en situaciones informales.
El control del emisor opera en distintos aspectos del enunciado, como son la estructura, la elección del léxico y la atención a la forma.

### Enunciado y control
- Estructura: En los enunciados de carácter más informal, se admiten interrupciones, vacilaciones, reformulaciones, etc., que se consideran inaceptables en los registros formales.[1]
- Elección del léxico: La vaguedad y la imprecisión suelen estar presentes en los enunciados informales, mientras que los términos empleados en las situaciones formales deben ser más precisos y exactos.[1]
- Atención a la forma: A veces, en la lengua oral, los enunciados formales ofrecen una pronunciación relajada que puede llevar a que se produzca vulgarismos, y en la escrita, una presentación y organización descuidadas.[1] En los enunciados formales, estos aspectos deben ser sumamente cuidados por el emisor.[1]